# Carleton (Michigan)
Carleton is een plaats (village) in de Amerikaanse staat Michigan, en valt bestuurlijk gezien onder Monroe County.

## Demografie
Bij de volkstelling in 2000 werd het aantal inwoners vastgesteld op 2562.
In 2006 is het aantal inwoners door het United States Census Bureau geschat op 2891, een stijging van 329 (12,8%).

## Geografie
Volgens het United States Census Bureau beslaat de plaats een oppervlakte van
2,6 km², geheel bestaande uit land. Carleton ligt op ongeveer 186 m boven zeeniveau.

## Plaatsen in de nabije omgeving
De onderstaande figuur toont nabijgelegen plaatsen in een straal van 16 km rond Carleton.